# Essert-Romand
Essert-Romand ist eine französische Gemeinde im Département Haute-Savoie in der Region Auvergne-Rhône-Alpes.

## Geographie
Essert-Romand liegt auf 936 m, nahe beim Fremdenverkehrsort Morzine, 24 Kilometer südöstlich der Stadt Thonon-les-Bains (Luftlinie). Das Dorf erstreckt sich im Chablais, in einer Talweitung des Vallée d’Aulps auf einer Terrasse westlich der Dranse de Morzine, am Ostfuß des Roc d’Enfer in den Savoyer Alpen.
Die Fläche des 6,78 km² großen Gemeindegebiets umfasst einen Abschnitt des Vallée d’Aulps. Die Dranse de Morzine, die hier von Südsüdosten nach Nordnordwesten in einem meist rund 200 m breiten, flachen Talboden verläuft, bildet die östliche Gemeindegrenze. Von diesem Flusslauf erstreckt sich der Gemeindeboden westwärts über einen dicht bewaldeten Hang bis auf die Rochers de Graydon (mit 1789 m die höchste Erhebung von Essert-Romand) und auf die Alp Graydon.
Zu Essert-Romand gehören die Weilersiedlungen La Touvière (905 m) und Le Laydevant (943 m) auf der Terrasse westlich der Dranse de Morzine sowie Les Places (1255 m) am Aufstieg zur Alpsiedlung Graydon. Nachbargemeinden von Essert-Romand sind Saint-Jean-d’Aulps im Norden, Montriond und Morzine im Osten sowie La Côte-d’Arbroz im Süden.

## Geschichte
Die Ortschaft wurde im Mittelalter unter dem latinisierten Namen Essartum Romanorum erwähnt. Der Ortsname ist auf exsartum, das Partizip Perfekt des spätlateinischen Wortes exsarire (roden, urbar machen) zurückzuführen. Essert-Romand war stets Teil von Saint-Jean-d’Aulps und wurde erst 1860 eine selbständige Gemeinde.

## Sehenswürdigkeiten
Die Dorfkirche stammt aus dem 19. Jahrhundert.

## Bevölkerung
| Jahr                       | 1962 | 1968 | 1975 | 1982 | 1990 | 1999 | 2004 |
| Einwohner                  | 248  | 225  | 227  | 259  | 322  | 353  | 383  |
| Quellen: Cassini und INSEE |      |      |      |      |      |      |      |

Mit 520 Einwohnern (Stand 1. Januar 2022) gehört Essert-Romand zu den kleinen Gemeinden des Département Haute-Savoie. Seit Beginn der 1970er Jahre wurde eine deutliche Bevölkerungszunahme verzeichnet. Außerhalb des alten Ortskerns entstanden zahlreiche Einfamilienhäuser.

## Wirtschaft und Infrastruktur
Essert-Romand war bis weit ins 20. Jahrhundert hinein ein vorwiegend durch die Landwirtschaft geprägtes Dorf. Mittlerweile hat sich das Dorf dank seiner Nähe zu Morzine zu einem Wohn- und Ferienort entwickelt.
Die Ortschaft liegt abseits der größeren Durchgangsstraßen, ist aber von der Hauptstraße, die von Thonon-les-Bains durch das Vallée d’Aulps nach Morzine führt, leicht erreichbar. Eine weitere Straßenverbindung besteht mit La Côte-d’Arbroz.